# Famille Bonenfant
Pour les articles homonymes, voir Bonenfant.
 (juillet 2024).
La famille Bonenfant est une famille belge originaire de Bonlez dans le Brabant wallon, dont l'on retrouve des traces écrites dès 1755.
À cette famille appartiennent les personnalités suivantes :
- Jean-Joseph Bonenfant (1827-1886), secrétaire communal de Jodoigne.
- Rodolphe Bonenfant (1865-1902), candidat en médecine et secrétaire communal de Jodoigne.
- Paul Bonenfant (1899-1965), médiéviste et professeur à l'Université libre de Bruxelles.
- Pierre-Paul Bonenfant (1936-2010), médiéviste, archéologue et professeur à l'Université libre de Bruxelles.

## Pour approfondir